# Dasysphecia ursina
Dasysphecia ursina is een vlinder uit de familie wespvlinders (Sesiidae), onderfamilie Sesiinae.
Dasysphecia ursina is voor het eerst wetenschappelijk beschreven door Kallies & Arita in 2005. De soort komt voor in het Oriëntaals gebied.